# Catocala aurantiaca
Catocala aurantiaca là một loài bướm đêm trong họ Erebidae.